# Campionati europei di pugilato dilettanti 1942
I Campionati europei di pugilato dilettanti maschili 1942 si sono tenuti a Breslavia, allora in Germania, dal 20 al 25 gennaio 1942. 97 pugili da 11 Paesi hanno partecipato alla competizione: Germania, Ungheria e Italia (con 16 pugili ciascuno), e Croazia, Danimarca, Finlandia, Paesi Bassi, Slovacchia, Spagna, Svezia e Svizzera.
Dopo la seconda guerra mondiale, i risultati sono stati annullati dalla AIBA.

## Risultati
| Categoria                   | Oro                              | Argento                    | Bronzo                     |
| --------------------------- | -------------------------------- | -------------------------- | -------------------------- |
| Pesi mosca (kg 50.8)        | Constante Paesani Italia         | Amleto Falcinelli Italia   | Mariano Diaz Mendez Spagna |
| Pesi gallo (kg 53.5)        | Arturo Paoletti Italia           | Juan Marti Spagna          | Stig Kreuger Svezia        |
| Pesi piuma (kg 57.1)        | Dezső Frigyes Ungheria           | Artur Buettner Germania    | Ermano Bonetti Italia      |
| Pesi leggeri (kg 61.2)      | Duilio Bianchini Italia          | Florindo Tiberii Italia    | Heinz Gorczyca Germania    |
| Pesi welter (kg 66.7)       | Ferdinand Raeschke Germania      | Lajos Szentgyorgy Ungheria | Borje Wretman Svezia       |
| Pesi medi (kg 72.6)         | Karl Gustaf Noren Svezia         | Adolf Baumgarten Germania  | Carl Schmidt Germania      |
| Pesi mediomassimi (kg 79.4) | Svend Aage Christensen Danimarca | Otto Proffitlich Germania  | Rudolf Pepper Germania     |
| Pesi massimi (kg 79.4 +)    | Hein ten Hoff Germania           | Richard Grupe Germania     | Gino Latini Italia         |

## Medagliere
| Posizione | Paese     | Oro | Argento | Bronzo | Totale |
| --------- | --------- | --- | ------- | ------ | ------ |
| 1         | Italia    | 3   | 2       | 2      | 7      |
| 2         | Germania  | 2   | 4       | 3      | 9      |
| 3         | Ungheria  | 1   | 1       | 0      | 2      |
| 4         | Svezia    | 1   | 0       | 2      | 3      |
| 5         | Danimarca | 1   | 0       | 0      | 1      |
| 6         | Spagna    | 0   | 1       | 1      | 2      |
|           | Totale    | 8   | 8       | 8      | 24     |